# エリオット・ディクソン
エリオット・ディクソン（Elliot Dixon、1989年9月4日 - ）は、トップ14ビアリッツ・オランピックに所属するラグビー選手。

## プロフィール
- ニュージーランドクライストチャーチ出身。
- ポジションはフランカー(FL)。
- 身長 193cm、体重 111kg
- ニックネームはDicko。
- ニュージーランド代表キャップ数は3(2020年10月現在)。
- マオリ・オールブラックスに選ばれたことがある[1]。

## 略歴
セントビーズ高校、サウスランド、ハイランダーズを経て、2018年、リコーブラックラムズに加入。同年9月1日に行われたジャパンラグビートップリーグ第1節のHonda HEAT戦にて先発出場で日本での公式戦初出場を果たす。
2021年、ビアリッツ・オランピックに加入。 